# Technicien de surface

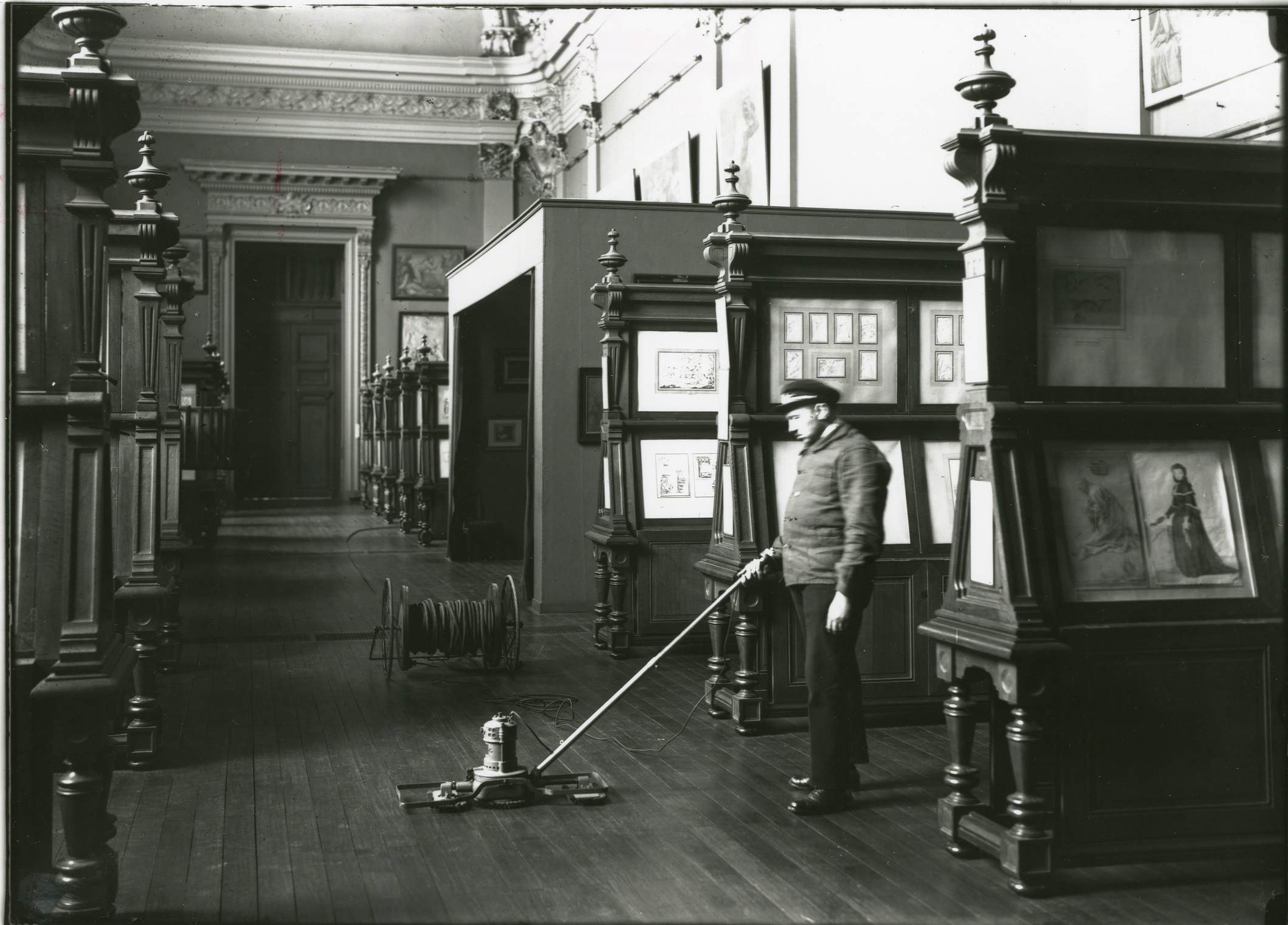
Dans les années 1930, un agent d'entretien passe la cireuse dans la galerie dite "Wicar", à l'étage du Palais des beaux-arts de Lille.

Un technicien de surface, agent d'entretien, agent d'entretien et maintenance ou agent de propreté et d’hygiène, souvent également appelé homme de ménage (ou femme de ménage si c'est une femme), est un salarié chargé du nettoyage de locaux autres que des logements individuels. Il peut s'agir de locaux scolaires, d’hôpitaux, de bâtiments publics ou encore des secteurs tertiaire et industriel.
Il joue un rôle particulièrement important dans le secteur hospitalier, en contribuant à l'hygiène du lieu ou des dispositifs médicaux. Il s'agit alors dans ce dernier cas d'un agent de stérilisation.

## Conditions de travail et accessibilité
Les agents d'entretien travaillent généralement le matin, en journée et parfois la nuit selon les locaux à nettoyer. C'est un métier accessible à tout le monde (sauf dans les entreprises agroalimentaires où il faut des formations spécifiques), et il nécessite une bonne condition physique car certains endroits possèdent des surfaces avec beaucoup d'obstacles, ce qui contraint le technicien à souvent se baisser pour pouvoir intervenir, et le temps de travail peut être plus ou moins long. L'agent d'entretien est également exposé aux odeurs des produits de nettoyage, déchets ou autres, et il n'est pas recommandé aux personnes ayant des allergies fortes d'exercer ce travail. Il est également préférable de posséder le droit de conduire car un technicien de surface (selon les entreprises) peut intervenir dans plusieurs locaux.
Entre autres, le métier dépend de la convention collective du nettoyage IDCC 3043 - 3173